# دوبوچانه
دوبوچانه (به صربی: Dubočane) یک منطقهٔ مسکونی در صربستان است که در زایچار واقع شده‌است. دوبوچانه ۳۲٫۳۱ کیلومتر مربع مساحت و ۳۶۱ نفر جمعیت دارد و ۳۸۳ متر بالاتر از سطح دریا واقع شده‌است.